# アタナソフ&ベリー・コンピュータ

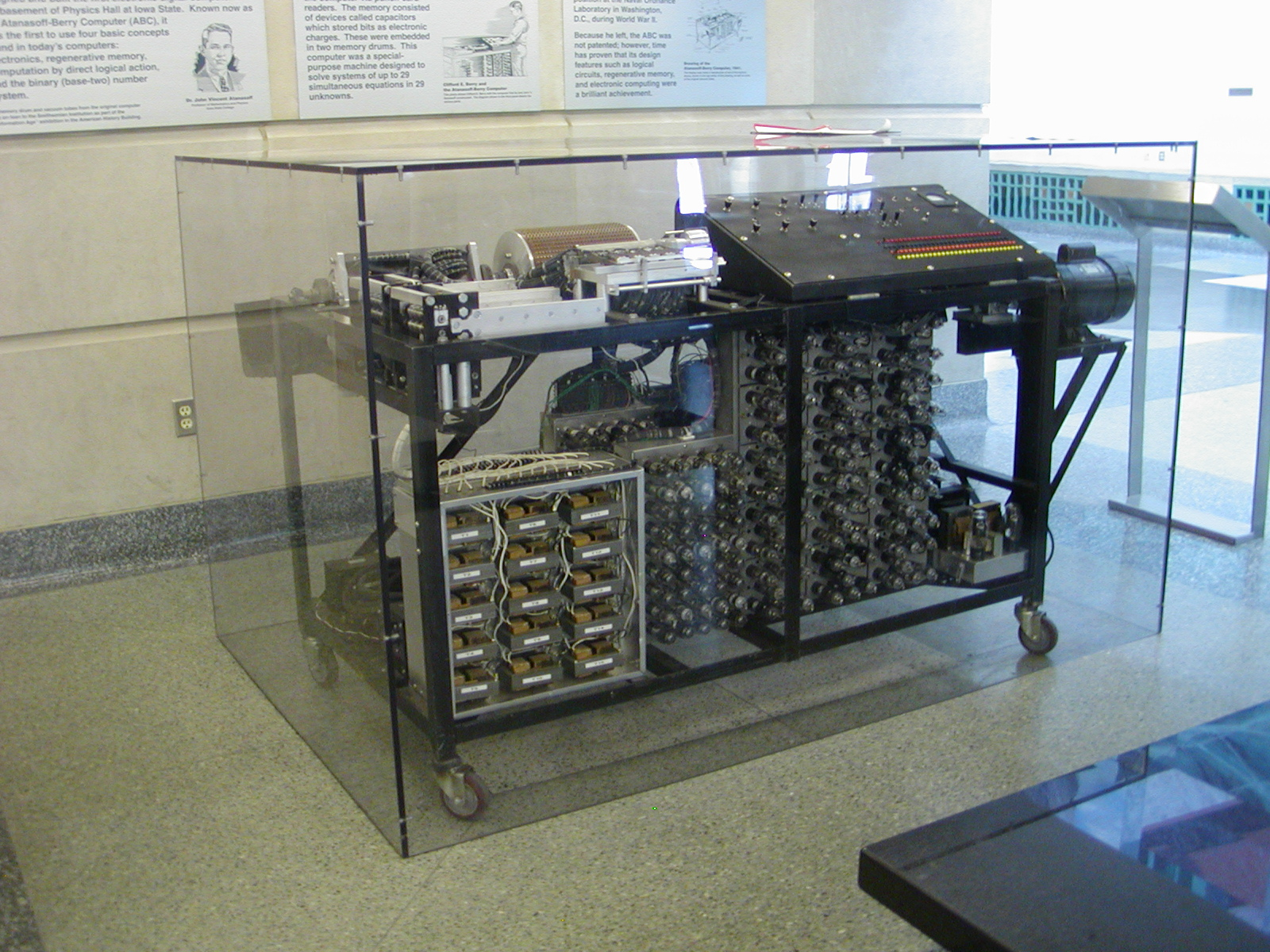
アイオワ州立大学に展示されているABCの復元機

アタナソフ&ベリー・コンピュータ（Atanasoff-Berry Computer）は、1937年から1942年にかけてアイオワ州立大学でジョン・ビンセント・アタナソフとクリフォード・E・ベリー（英語版）によって開発された最初期の電子式ディジタル計算装置のひとつ（one of the first electronic digital computing devices）であり、「世界初のコンピュータ」とされることもある（ただし、世界で初めて実用化されたコンピュータはENIACである）。その頭文字からABCやABCマシンと呼ばれる。
現在のコンピュータでも標準的に使われている二進法の採用、エレクトロニクス方式、メモリと演算機能の分離という発明が織り込まれており、さらに並列コンピューティングや再生式メモリという発明まで織り込まれている。ただしプログラム内蔵方式ではないところが現在のコンピュータと大きく異なっている。

## 概要
開発史
ABCは、アイオワ州立大学物理学部の建物の地階で組み立てられた。資金不足のために2年以上を費やし、1939年10月に最初の試作機が完成し、11月に概念実証デモンストレーションが行われた。ABCは約 1.6km以上の電線と280本の双三極真空管と31個のサイラトロンから構成され、重量は320kg以上であり、机ほどの大きさであった。
当初、資金は同様の問題を解くことに興味を持っていた農学部から出ていた（経済分析と統計解析で使用）。デモ実施後の資金はニューヨークのResearch Corporationから提供された。
特徴
二進法の採用、並列コンピューティング、再生式メモリ、「メモリと演算機能の分離」といった数々のコンピュータに関する発明が織り込まれている。
（冒頭の説明の繰り返すが、）ABCは現代のコンピュータでも使われている次の3つの重要なアイデアを実装していた。
1. 二進法を使って数値やデータを表す。
2. 機械的なもの（歯車や機械的なスイッチ）を使わず、全て電子的に計算を行う。
3. 計算をする部分とメモリを分離する。

さらに、ABCは再生式キャパシタメモリを使っており、これは原理的にはDRAMと同じである。ABCのメモリはドラムのペアからできていて、それぞれに1600個のコンデンサを内蔵している。このドラムが共通の回転軸上で1秒間に1回転する。コンデンサは50個一組で「バンド」を形成し、32バンドがドラム内に構成されている（そのうち30バンドがアクティブで、2バンドは故障発生時のスペア）。これにより、マシンは1秒間に30回の加減算ができた。データは50ビットの固定小数点数で表現される。原理的には 1秒間に60回、50ビットの固定小数点数を格納または演算することができる（3000ビット/秒）。交流電源の周波数である60Hz がマシンの基本動作周波数となっている。
論理機能は完全に電子化されていて、真空管で実装されている。インバーターや2入力/3入力のゲートから回路が構成されている。どのゲートの入出力電圧も同じに設定されていて、各ゲートは論理機能を決定する抵抗分圧ネットワークとビット反転用の真空管増幅器から構成されている。
入出力は二種類の形態があった。一次ユーザ入出力と中間結果入出力である。中間結果格納域を直接操作するのは、初期の問題が大きすぎてメモリに入りきらない場合である。中間結果は静電性の紙に書き込むことができ、一枚の紙に1秒間で30×50ビット（1500ビット）が直接静電的に記録された。この機能のエラー発生率は10万回の演算について1回であり、紙に塗布される静電材料の均一性が十分でなかったために起きる問題だった。この問題はアタナソフが第二次世界大戦に関連した仕事で大学を離れるまで解決しなかった。一次ユーザ入力はパンチカードを使ったもので、出力は操作パネル上の表示である。
現在のコンピュータと大きく異なる特徴
ABCは、それ以前の計算機械からは大きな前進だったが、プログラム内蔵式コンピュータではなかった。その点が、その後のEDVACやManchester Mark Iや現在のコンピュータと異なっている。
プログラムが内蔵されないので操作者は機能を設定するためには制御スイッチを操作する必要があった。ちょうど後のコンピュータでブートプログラムを入力するやりかたと一緒である。操作できる処理としては、メモリの読み書き、十進法と二進法の相互変換、連立方程式の整理などで、スイッチで足りない部分はジャンパー線で結線して操作した。
ABCは連立一次方程式を解くように設計されていた。当時としては画期的な最大29元の連立方程式を解くことができるマシンだった（当時、連立方程式はアナログ計算機で解かれていた。） この規模の問題はアタナソフの所属していた物理学部では一般的になりつつあった。基本的に29個の変数を持つ一次方程式をふたつ入力して、ひとつの変数を排除する。これを外部からの操作で繰り返して方程式を入力していき、ひとつずつ変数を排除していく。さらにもう一度全部の方程式を入力していくと全部の変数の値を求めることができる。

## 評価など
「コンピュータの基本特許」に関してアメリカで裁判が行われ、「コンピュータの基本特許はABCマシンにある」とする判決が1973年10月に下され、ENIACの側のそれは無効とされた。ただし、その判決に至った経緯やその判決がもたらした結果は複雑なものがある。（下で説明）
なお『基本を学ぶ コンピュータ概論』（オーム社、2011年）では、史上初のコンピュータは1939年のABCマシンだが実用可能な史上初のコンピュータは1946年のENIAC、というような微妙な言い回しで両マシンは言及されている。ともあれ、ABCマシンとENIACのどちらも言及され評価されている。
経緯
電子計算機の特許に関しては、1946年に発表されたペンシルベニア大学のジョン・プレスパー・エッカートとジョン・モークリーらによるENIACのプロジェクトのほうが、一旦は獲得した。ただし、その特許はスペリー・ランド社のものとなり同社が独り占めし同社がコンピュータ市場で寡占状態となりコンピュータ業界の問題となり、1967年に遂にハネウェル社との間で法廷闘争が始まった。法廷ではABCマシンの要素的な先取点についていくつかの事実認定もなされた。この裁判で、ENIAC側の特許は無効とされ、「コンピュータの基本特許はABCマシンにある」とする判決が下された（1973年10月19日）。ENIAC開発者のモークリーは、1941年6月にABCの開発者のアタナソフに会ってABCマシンを見学したという事実があり、それを根拠に下された判決であった。その結果、ENIAC側（スペリー側）の権利の一部が無効とされ、寡占状態が解消されコンピュータ市場は健全化した。
だが、これをENIACの開発者のモークリの立場から見ると、自分とエッカートが達成したことで得られるはずの名誉を、後からENIACの開発会議に参加して話を聞いたフォン・ノイマンが草稿を（勝手に）発表したことでまるでノイマンの成果であるかのように世間に誤解されて名誉を奪われてしまったうえに、さらにABCマシンとの特許闘争でも負けてしまい、大きな精神的ショックを受けることになったのである。
なお、黎明期の電子計算機の開発競争の経緯はまるで複雑な「人間ドラマ」のような様相を呈しており、ABCとENIACの件に関しても、どちらの側に立ってものごとを見るかで記述が大きく変化するわけであり、黎明期の電子計算機に関する書籍は何冊かあるが一部ではかなり感情的な文章も書かれてきた経緯があるので、そういった文章に影響されて視点が偏りすぎないよう注意する必要はあり、黎明期の電子計算機の開発史に関しては一冊の文献だけを読んで分かった気になるのではなく、異なる視点の文献を複数冊読むことで複雑な経緯を多面的に理解するほうが良い。
なおABCマシンの開発者アタナソフは「電子計算機を発明し開発した者は皆賞賛されてしかるべきだ」と寛大に述べた。
受賞
アタナソフは1990年11月13日に当時の大統領ジョージ・H・W・ブッシュからホワイトハウスにてアメリカ国家技術賞を授与された。

## 元のマシンのありか、復元機の作成
オリジナルのABCは、大学が地階を教室に改造したときに大きすぎてドアの部分が通せなかったため解体され、部品はほとんど廃棄されてしまった。
アタナソフの受賞の約7年後の1997年のこと、大学キャンパス内にあるエネルギー省エイムズ研究所（Ames Laboratory）の調査チームが動作するABCの複製を、真空管や古い部品を使って35万ドルで製作した。復元作業にあたったジョン・ガスタフソンによれば、当時の製造費用は今の金額で30万ドルに相当するが、ABCの修復のための部品が入手しにくくこれだけの費用がかかったとしている。この複製によりABCは本当に設計の意図通りに動作したのかという疑問を払拭した。現在ABCは大学の「Durham Center for Computation and Communication」の1階ロビーに永久展示されている。

## 注・文献
1. ↑  たとえばクラーク・R・モレンホフ著『ENIAC神話の崩れた日』（ISBN 4769350880）などは、タイトルからも分かるように、このテーマをかなり感情を煽るような形で扱った。
2. ↑  他の文献としては、星野力『誰がどうやってコンピュータを創ったのか？』共立出版、1995年や、ジョエル・シャーキン著『コンピュータを創った天才たち』草思社、1989年 他 数冊が入手可能で、またアメリカのコンピュータ歴史博物館の英語のウェブサイトの記述や、そこに挙げられている文献情報なども参考になる。

1. ↑  参考 https://museum.ipsj.or.jp/computer/dawn/0057.html
2. ↑  安井浩之・木村誠聡・辻裕之『基本を学ぶ コンピュータ概論』オーム社、2011年、p.2
3. 1 2 3 4 5  堀桂太郎『コンピュータアーキテクチャ入門』森北出版株式会社、2019年第3版。（初版は2005年） ISBN 978-4-627-82903-9, p.7